# مستقبل الهرمون الملوتن/موجهة الغدد التناسلية المشيمائية
مستقبل الهرمون الملوتن/الغدد التناسلية المشيمائية (LHCGR)، المعروف أيضًا باسم مستقبل اللوتروبين/الغدد التناسلية المشيمائية (LCGR) أو مستقبل الهرمون الملوتن (LHR)، هو مستقبل عبر الغشاء يوجد بشكل رئيسي في المبيض والخصية، ولكن أيضًا في العديد من الأعضاء خارج الغدد التناسلية مثل الرحم والثدي. يتفاعل هذا المستقبل مع كل من الهرمون الملوتن (LH) والغدد التناسلية المشيمائية (مثل hCG في البشر) ويمثل مستقبل مقترن بالبروتين (GPCR). يعتبر تفعيله ضروريًا للوظيفة الهرمونية أثناء التكاثر.

## جين LHCGR
يوجد جين LHCGR في الكروموسوم 2 p21 في البشر، بالقرب من جين مستقبل الهرمون المنبه للجريب. يتكون من 70 كيلو قاعدة (مقابل 54 كيلو قاعدة لمستقبل الهرمون المنبه للجريب (FSH)). يشبه هذا الجين جين مستقبل الهرمون المنبه للجريب (FSH) ومستقبل TSH.

## بنية المستقبل
يتكون LHCGR من 674 حمضًا أمينيًا وله كتلة جزيئية تتراوح بين 85–95 كيلو دالتون بناءً على مدى الارتباط بالجليكوزيل.
مثل مستقبلات GPCR الأخرى، يمتلك مستقبل LHCG سبعة نطاقات عبر الغشاء أو لولبات عبر الغشاء. النطاق الخارجي للمستقبل مرتبط بالجليكوزيل بشكل كبير. تحتوي هذه النطاقات عبر الغشاء على بقايا سيستين محفوظة للغاية، والتي تبني روابط ثنائي الكبريتيد لتثبيت بنية المستقبل. الجزء عبر الغشاء متشابه بشكل كبير مع أعضاء آخرين من عائلة رودوبسين من مستقبلات GPCR. النطاق C الطرفي موجود داخل الخلية وهو قصير، وغني ببقايا سيرين وثريونين للارتباط المحتمل بالفسفرة.

## ارتباط اللجين ونقل الإشارة
عند ارتباط LH بالجزء الخارجي من المستقبل عبر الغشاء، يحدث نقل الإشارة. تؤدي هذه العملية إلى تفعيل بروتين G متغاير الثلاثي. يؤدي ارتباط LH بالمستقبل إلى تغيير التكوين الكيميائي. يعزز المستقبل المنشط ارتباط ثلاثي فوسفات الغوانوزين (GTP) ببروتين G وتفعيله لاحقًا. بعد ارتباط GTP، ينفصل بروتين G متغاير الثلاثي عن المستقبل ويتفكك. ترتبط الوحدة الفرعية Gs بمحلقة الأدينيلات وتفعّل نظام أحادي فوسفات الأدينوسين الحلقي (cAMP).
يُعتقد أن جزيء المستقبل يوجد في حالة توازن بين الحالة النشطة وغير النشطة. يؤدي ارتباط LH (أو CG) بالمستقبل إلى تحويل التوازن نحو الشكل النشط للمستقبل. لكي تستجيب الخلية لـ LH، يحتاج فقط نسبة صغيرة (≈1%) من مواقع المستقبل إلى التفعيل.

### الفسفرة بواسطة كينازات البروتين المعتمدة على cAMP
يتم تفعيل كينازات البروتين المعتمدة على أدينوسين أحادي الفوسفات الحلقي (بروتين كيناز ألفا) من خلال سلسلة الإشارات الناتجة عن تفعيل بروتين Gs بواسطة مستقبل LHCG. يرتبط Gs المنشط بأنزيم محلقة الأدينيلات مما يؤدي إلى إنتاج أحادي فوسفات الأدينوسين الحلقي (cAMP). توجد كينازات البروتين المعتمدة على cAMP على شكل رباعيات بروتينية مع وحدتين تنظيميتين ووحدتين تحفيزيتين. عند ارتباط cAMP بالوحدات التنظيمية، يتم إطلاق الوحدات التحفيزية وتبدأ في فسفرة البروتينات مما يؤدي إلى العمل الفسيولوجي. يتم تحلل cAMP بواسطة فوسفوديستراز وإطلاق 5’AMP. أحد أهداف بروتين كيناز ألفا هو بروتين ربط عنصر الاستجابة للبروتين المرتبط بعنصر الاستجابة لكامپ (CREB) cAMP، ، الذي يرتبط بـحمض نووي ريبوزي منقوص الأكسجين في نواة الخلية من خلال تفاعلات مباشرة مع تسلسلات DNA محددة تسمى عناصر استجابة cAMP (CRE)؛ تؤدي هذه العملية إلى تفعيل أو تعطيل نسخ الجينات.
يتم تضخيم الإشارة من خلال مشاركة cAMP والفسفرة الناتجة. يتم تعديل هذه العملية بواسطة البروستاجلاندين. منظمات خلوية أخرى تشارك في هذه العملية تشمل تركيز الكالسيوم داخل الخلايا المنظم من خلال تفعيل فوسفوليباز C، أكسيد النيتريك، وعوامل النمو الأخرى.
توجد مسارات أخرى لنقل الإشارة لمستقبل LHCGR.

## العمل

يقوم الهرمون الملوتن بزيادة تنظيم إنزيم كسر سلسلة الكوليسترول في الأنسجة الحساسة، وهي الخطوة الأولى في جميع عمليات التصنيع الستيرويدي البشرية.

الوظيفة الرئيسية لمستقبل LHCG هي تنظيم التصنيع الستيرويدي. يتم تحقيق ذلك من خلال زيادة مستويات إنزيم انشقاق سلسلة الكوليسترول الجانبية داخل الخلايا، وهو عضو في عائلة سيتوكروم بي450. يؤدي ذلك إلى زيادة تحويل الكوليسترول إلى سلائف الأندروجين المطلوبة لصنع العديد من الهرمونات الستيرويدية، بما في ذلك التستوستيرون والإستروجينات.

### المبيض
في المبيض، يعتبر مستقبل LHCG ضروريًا لنضوج الجريبات والإباضة، وكذلك وظيفة الجسم الأصفر. يتطلب تعبيره تحفيزًا هرمونيًا مناسبًا من قبل الهرمون المنبه للجريب (FSH) والإستراديول. يوجد LHCGR على خلايا الحبيبية، خلايا الثيكا، خلايا الجسم الأصفر، والخلايا الخلالية. يتم إعادة تحفيز LCGR من خلال زيادة مستويات موجهة الغدد التناسلية المشيمائية في حالة تطور الحمل. بدوره، يتم إطالة وظيفة الجسم الأصفر ويصبح الوسط الهرموني داعمًا للحمل الناشئ.

### الخصية
في الذكور، تم تحديد LHCGR على خلايا لايديغ التي تعتبر حاسمة لإنتاج التستوستيرون، ودعم تكوين الحيوانات المنوية.
يعتبر عمل LHCGR الطبيعي ضروريًا لتطور الجنين الذكري، حيث تنتج خلايا لايديغ الجنينية الأندروستينديون الذي يتم تحويله إلى التستوستيرون في خلايا سيرتولي الجنينية لتحفيز الذكورة.

### خارج الغدد التناسلية
تم العثور على LHCGR في العديد من أنواع الأنسجة خارج الغدد التناسلية، ولا يزال الدور الفسيولوجي لبعضها غير مستكشف إلى حد كبير. تم العثور على المستقبلات في الرحم، الحيوانات المنوية، الحويصلات المنوية، البروستاتا، الجلد، الثدي، الغدد الكظرية، الغدة الدرقية، الشبكية العصبية، الخلايا العصبية الصماء، وفي دماغ الفئران.

## تنظيم المستقبل

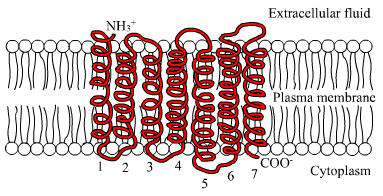
بنية اللولب السبعي عبر الغشاء لمستقبل مقترن بالبروتين G مثل LHCGR

### التنظيم التصاعدي
يشير التنظيم التصاعدي إلى زيادة عدد مواقع المستقبلات على الغشاء. يعمل الإستروجين والهرمون المنبه للجريب (FSH) على زيادة مواقع LHCGR استعدادًا للإباضة. بعد الإباضة، يحتفظ المبيض المصفّر بمواقع LHCGR التي تسمح بالتفعيل في حالة حدوث انغراس. يتطلب التنظيم التصاعدي في الذكور نسخ الجينات لتصنيع مستقبلات LH داخل سيتوبلازم الخلية. بعض الأسباب التي تجعل مستقبلات LH المنظمة تصاعديًا لا يتم تنظيمها تصاعديًا تشمل: عدم وجود نسخ الجينات، عدم وجود تحويل RNA إلى بروتين، وعدم وجود شحنات موجهة إلى غشاء الخلية من جهاز جولجي.

### إزالة التحسس
تصبح مستقبلات LHCGR غير حساسة عند تعرضها لـ LH لفترة من الوقت. التفاعل الرئيسي لهذا التنظيم التنازلي هو الفسفرة للنطاق داخل الخلية (أو السيتوبلازم) للمستقبل بواسطة كينازات البروتين. تفصل هذه العملية بروتين Gs عن LHCGR.

### التنظيم التنازلي
يشير التنظيم التنازلي إلى انخفاض عدد جزيئات المستقبلات. عادة ما يكون هذا نتيجة التدخل الخلوي. في هذه العملية، يرتبط مركب LCGR-الهرمون بأرستين ويتجمع في الحفر المطلية بالكلاثرين. تجذب الحفر المطلية بالكلاثرين دينامين وتنفصل عن سطح الخلية، مكونة حويصلات مطلية بالكلاثرين. يتم معالجة الحويصلات المطلية بالكلاثرين إلى إندوسومات، يتم إعادة تدوير بعضها إلى سطح الخلية بينما يتم توجيه البعض الآخر إلى الجسيمات الحالة. يتم تحطيم المستقبلات الموجهة إلى الجسيمات الحالة. يؤدي استخدام الناهضات طويلة المفعول إلى تنظيم عدد المستقبلات من خلال تعزيز التدخل الخلوي.

### المعدلات
يمكن أن تتداخل الأجسام المضادة لـ LHCGR مع نشاط LHCGR.

## مضادات LHCGR
في عام 2019، تم الإبلاغ عن اكتشاف مضادات قوية وانتقائية لمستقبل الهرمون الملوتن (BAY-298 وBAY-899) والتي كانت قادرة على تقليل مستويات الهرمونات الجنسية في الجسم الحي. يفي الأخير بمعايير الجودة لـ"مسبار كيميائي مُتبرع به" كما تم تعريفه من قبل اتحاد الجينوم البنيوي.
تم وصف سلسلة من المركبات القائمة على الثينوبير(يم)يدين التي أدت إلى تحسين Org 43553 كأول ناهضات لمستقبل الهرمون الملوتن.

## تشوهات LHCGR
يمكن أن تؤدي طفرات فقدان الوظيفة في الإناث إلى العقم. في الأفراد 46، XY، يمكن أن يتسبب التفعيل الشديد في الخنوثة الذكرية الكاذبة، حيث قد لا تستجيب خلايا لايديغ الجنينية وبالتالي تتداخل مع الذكورة. يمكن أن يؤدي التفعيل الأقل شدة إلى التباعد الإحليلي أو القضيب الصغير.

## التاريخ
حصل ألفريد جيلمان ومارتن رودبل على جائزة نوبل في الطب لعام 1994 لاكتشاف نظام بروتين G.

## التفاعلات
ثبت أن مستقبل الهرمون الملوتن/الغدد التناسلية المشيمائية يتفاعل مع GIPC1.

## قراءة إضافية
- Ji TH، Ryu KS، Gilchrist R، Ji I (1997). "Interaction, signal generation, signal divergence, and signal transduction of LH/CG and the receptor". Recent Progress in Hormone Research. ج. 52: 431–53, discussion 454. PMID:9238862.
- Dufau ML (1998). "The luteinizing hormone receptor". Annual Review of Physiology. ج. 60: 461–496. DOI:10.1146/annurev.physiol.60.1.461. PMID:9558473.
- Ascoli M، Fanelli F، Segaloff DL (أبريل 2002). "The lutropin/choriogonadotropin receptor, a 2002 perspective". Endocrine Reviews. ج. 23 ع. 2: 141–174. DOI:10.1210/edrv.23.2.0462. PMID:11943741.
- Amsterdam A، Hanoch T، Dantes A، Tajima K، Strauss JF، Seger R (فبراير 2002). "Mechanisms of gonadotropin desensitization". Molecular and Cellular Endocrinology. ج. 187 ع. 1–2: 69–74. DOI:10.1016/S0303-7207(01)00701-8. PMID:11988313. S2CID:23625847.
- Fanelli F، Puett D (أغسطس 2002). "Structural aspects of luteinizing hormone receptor: information from molecular modeling and mutagenesis". Endocrine. ج. 18 ع. 3: 285–293. DOI:10.1385/ENDO:18:3:285. PMID:12450321. S2CID:24739956.
- Latronico AC، Segaloff DL (يناير 2007). "Insights learned from L457(3.43)R, an activating mutant of the human lutropin receptor". Molecular and Cellular Endocrinology. 260–262: 287–293. DOI:10.1016/j.mce.2005.11.053. PMC:1785107. PMID:17055147.
- Nagayama Y، Russo D، Wadsworth HL، Chazenbalk GD، Rapoport B (أغسطس 1991). "Eleven amino acids (Lys-201 to Lys-211) and 9 amino acids (Gly-222 to Leu-230) in the human thyrotropin receptor are involved in ligand binding". The Journal of Biological Chemistry. ج. 266 ع. 23: 14926–14930. DOI:10.1016/S0021-9258(18)98566-2. PMID:1651314.
- Jia XC، Oikawa M، Bo M، Tanaka T، Ny T، Boime I، Hsueh AJ (يونيو 1991). "Expression of human luteinizing hormone (LH) receptor: interaction with LH and chorionic gonadotropin from human but not equine, rat, and ovine species". Molecular Endocrinology. ج. 5 ع. 6: 759–768. DOI:10.1210/mend-5-6-759. PMID:1922095.
- Minegishi T، Nakamura K، Takakura Y، Miyamoto K، Hasegawa Y، Ibuki Y، Igarashi M، Minegishi T (نوفمبر 1990). "Cloning and sequencing of human LH/hCG receptor cDNA". Biochemical and Biophysical Research Communications. ج. 172 ع. 3: 1049–1054. DOI:10.1016/0006-291X(90)91552-4. PMID:2244890.
- Rousseau-Merck MF، Misrahi M، Atger M، Loosfelt H، Milgrom E، Berger R (1991). "Localization of the human luteinizing hormone/choriogonadotropin receptor gene (LHCGR) to chromosome 2p21". Cytogenetics and Cell Genetics. ج. 54 ع. 1–2: 77–79. DOI:10.1159/000132962. PMID:2249480.
- Xie YB، Wang H، Segaloff DL (ديسمبر 1990). "Extracellular domain of lutropin/choriogonadotropin receptor expressed in transfected cells binds choriogonadotropin with high affinity". The Journal of Biological Chemistry. ج. 265 ع. 35: 21411–21414. DOI:10.1016/S0021-9258(18)45750-X. PMID:2254302.
- Frazier AL، Robbins LS، Stork PJ، Sprengel R، Segaloff DL، Cone RD (أغسطس 1990). "Isolation of TSH and LH/CG receptor cDNAs from human thyroid: regulation by tissue specific splicing". Molecular Endocrinology. ج. 4 ع. 8: 1264–1276. DOI:10.1210/mend-4-8-1264. hdl:21.11116/0000-0000-7844-D. PMID:2293030.
- Keutmann HT، Charlesworth MC، Mason KA، Ostrea T، Johnson L، Ryan RJ (أبريل 1987). "A receptor-binding region in human choriogonadotropin/lutropin beta subunit". Proceedings of the National Academy of Sciences of the United States of America. ج. 84 ع. 7: 2038–2042. Bibcode:1987PNAS...84.2038K. DOI:10.1073/pnas.84.7.2038. PMC:304579. PMID:3470775.
- Jiang X، Dreano M، Buckler DR، Cheng S، Ythier A، Wu H، Hendrickson WA، el Tayar N (ديسمبر 1995). "Structural predictions for the ligand-binding region of glycoprotein hormone receptors and the nature of hormone-receptor interactions". Structure. ج. 3 ع. 12: 1341–1353. DOI:10.1016/S0969-2126(01)00272-6. PMID:8747461.
- Atger M، Misrahi M، Sar S، Le Flem L، Dessen P، Milgrom E (يونيو 1995). "Structure of the human luteinizing hormone-choriogonadotropin receptor gene: unusual promoter and 5' non-coding regions". Molecular and Cellular Endocrinology. ج. 111 ع. 2: 113–123. DOI:10.1016/0303-7207(95)03557-N. PMID:7556872. S2CID:25479294.
- Latronico AC، Anasti J، Arnhold IJ، Mendonça BB، Domenice S، Albano MC، Zachman K، Wajchenberg BL، Tsigos C (أغسطس 1995). "A novel mutation of the luteinizing hormone receptor gene causing male gonadotropin-independent precocious puberty". The Journal of Clinical Endocrinology and Metabolism. ج. 80 ع. 8: 2490–2494. DOI:10.1210/jcem.80.8.7629248. PMID:7629248.
- Shenker A، Laue L، Kosugi S، Merendino JJ، Minegishi T، Cutler GB (أكتوبر 1993). "A constitutively activating mutation of the luteinizing hormone receptor in familial male precocious puberty". Nature. ج. 365 ع. 6447: 652–654. Bibcode:1993Natur.365..652S. DOI:10.1038/365652a0. PMID:7692306. S2CID:4307732.
- Yano K، Saji M، Hidaka A، Moriya N، Okuno A، Kohn LD، Cutler GB (أبريل 1995). "A new constitutively activating point mutation in the luteinizing hormone/choriogonadotropin receptor gene in cases of male-limited precocious puberty". The Journal of Clinical Endocrinology and Metabolism. ج. 80 ع. 4: 1162–1168. DOI:10.1210/jcem.80.4.7714085. PMID:7714085.
- Kremer H، Kraaij R، Toledo SP، Post M، Fridman JB، Hayashida CY، van Reen M، Milgrom E، Ropers HH، Mariman E (فبراير 1995). "Male pseudohermaphroditism due to a homozygous missense mutation of the luteinizing hormone receptor gene". Nature Genetics. ج. 9 ع. 2: 160–164. DOI:10.1038/ng0295-160. hdl:2066/20602. PMID:7719343. S2CID:8678536.
- Kosugi S، Van Dop C، Geffner ME، Rabl W، Carel JC، Chaussain JL، Mori T، Merendino JJ، Shenker A (فبراير 1995). "Characterization of heterogeneous mutations causing constitutive activation of the luteinizing hormone receptor in familial male precocious puberty". Human Molecular Genetics. ج. 4 ع. 2: 183–188. DOI:10.1093/hmg/4.2.183. PMID:7757065.
- Kremer H، Mariman E، Otten BJ، Moll GW، Stoelinga GB، Wit JM، Jansen M، Drop SL، Faas B، Ropers HH (نوفمبر 1993). "Cosegregation of missense mutations of the luteinizing hormone receptor gene with familial male-limited precocious puberty". Human Molecular Genetics. ج. 2 ع. 11: 1779–1783. DOI:10.1093/hmg/2.11.1779. PMID:8281137.

## روابط خارجية
- "Glycoprotein Hormone Receptors: LH". IUPHAR Database of Receptors and Ion Channels. International Union of Basic and Clinical Pharmacology. مؤرشف من الأصل في 2021-01-18. اطلع عليه بتاريخ 2006-07-20.
- GRIS: Glycoprotein-hormone Receptor Information System
- LH-hCG+Receptors في المكتبة الوطنية الأمريكية للطب نظام فهرسة المواضيع الطبية (MeSH).